# Sétif
Sétif (en árabe: سطيف, en cabilio: Sṭif , francés: Setif) es una ciudad argelina, capital de la provincia del mismo nombre. Fue construida sobre las ruinas de la antigua Setifis. 
La ciudad está situada a 268 km al este de la capital, Argel, y en sus cercanías hay restos de una ciudad romana, con baños decorados con mosaicos, como el de El triunfo de Baco. 
La ciudad es conocida por la Masacre de Sétif, acontecimientos en la antesala de la guerra de Independencia de Argelia.